# Golfclub Hannover

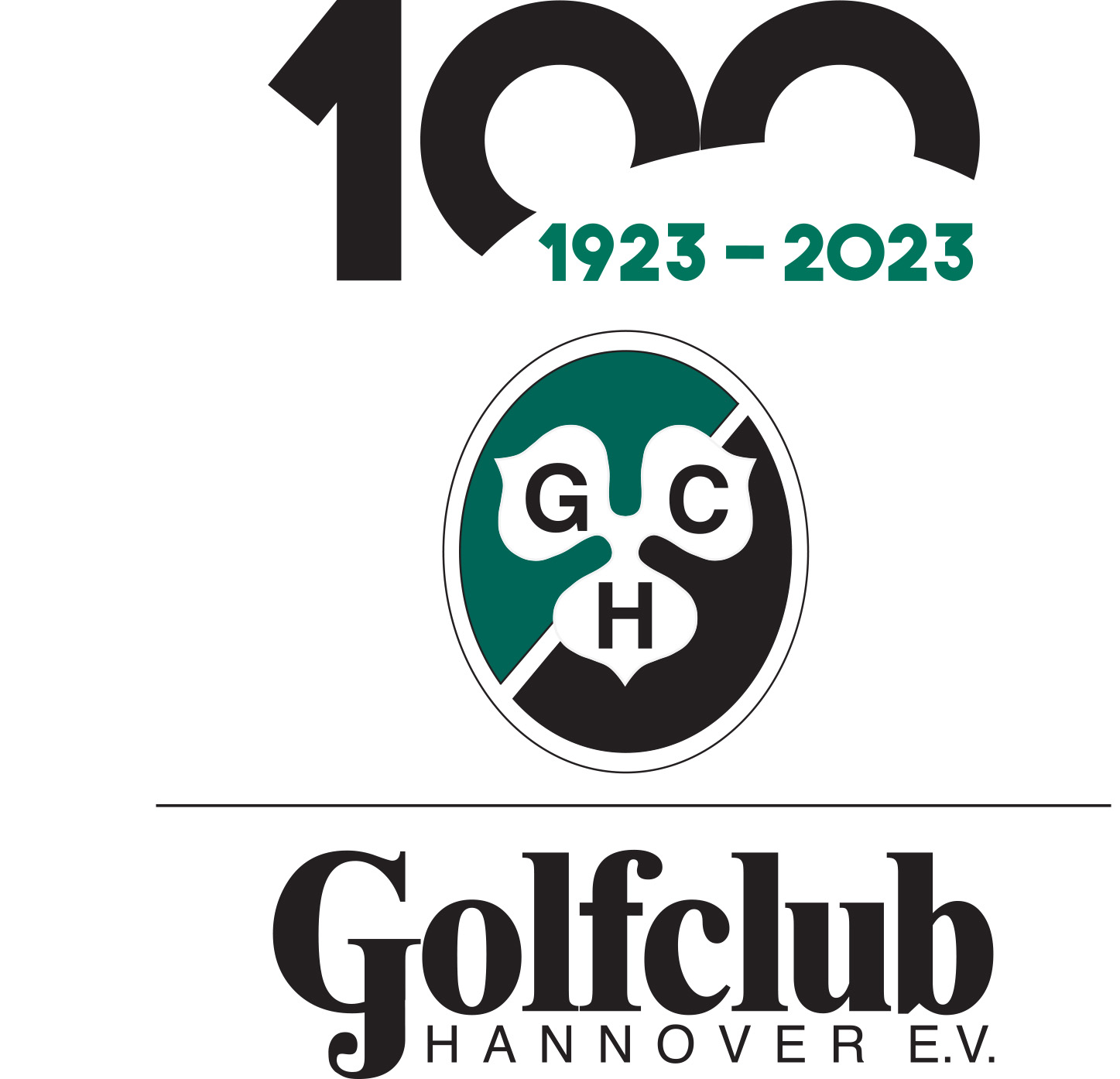
Jubiläums-Logo

Der Golfclub Hannover e.V. hat rund 850 Mitglieder und befindet sich auf dem bewaldeten Gelände der Garbsener Schweiz, Am Blauen See der Stadt Garbsen. Die Damen-Mannschaft spielt aktuell in der 1. Bundesliga und die Herren-Mannschaft in der 2. Bundesliga (Stand: ab Saison 2023).

## Geschichte
Erste Überlegungen für einen Golfplatz in Hannover sind für das Jahr 1905 nachweisbar. Die Geschichte des Golfclubs Hannover hat ihren Ursprung vor dem Ersten Weltkrieg, als in der Ricklinger Masch ein erster hannoverscher Golfplatz gebaut wurde. In Folge des Krieges wurden der Platz und das Clubhaus jedoch anderen Nutzung zugeführt. Versuche den Platz für den Golfsport zurückzuerlangen mussten 1922 aufgegeben werden. Daher gab es 1923 einen Neustart unter Beteiligung bereits am Platz in der Masch involvierter Golfer als Abteilung des 1867 gegründeten Hannoverschen Rennvereins. Diese nahm im September 1923 in Inneren der Rennbahn Große Bult eine 9-Loch-Anlage in Betrieb und schloss sich dem Deutschen Golf Verband an.
1937 wurde die Abteilung aus dem Hannoverschen Rennverein herausgelöst und durch die ehem. Mitglieder der Golfabteilung der Golfclub Hannover gegründet, der als eigenständiger Verein in das Vereinsregister eingetragen wurde.
Im Zweiten Weltkrieg wurde der Golfplatz gegen die Luftangriffe auf Hannover als Flakstellung genutzt.
Nach der Besetzung der Stadt Hannover zunächst durch amerikanische Truppen wurde das Gelände beschlagnahmt und musste „auf Anweisung der britischen Besatzungsmacht [zunächst] für den Anbau von Gemüse und Kartoffeln genutzt werden“. 1946 wurde der Golfclub wiedergegründet und 1949 in das Vereinsregister eingetragen. 1951 wurde anstelle des alten Geländes eine neue 9-Loch-Anlage bei Garbsen in Betrieb genommen, auf einem von der staatlichen Forstverwaltung gepachteten 29 ha großen Gelände innerhalb der Garbsener Schweiz. Die Golfanlage wurde von den Golfplatzarchitekten Gaertner und Hoffmann entworfen und 1962 von Bernhard von Limburger auf 18 Löcher erweitert, und das Clubhaus nach Plänen des Architekten W. Kühne errichtet.
Im Jahr 2019 erfolgte die komplette Erneuerung der 18 Grüns. Ebenfalls neu angelegt wurden zwei Teiche mit 530 m² bzw. 4.300 m².

## Mannschaften
- Die Damenmannschaft steigt zur Saison 2023 in die 1. Bundesliga der Deutschen Golfliga auf.
- Die Herrenmannschaft spielt 2022 in der 1. Bundesliga der Deutschen Golfliga und gehört zu den 10 besten Teams Deutschlands
- Die Teams Mädchen AK18, Jungen AK18, Jungen AK16, Mädchen AK14 und Jungen AK14 gewannen 2019 die GVNB Landes-Mannschaftsmeisterschaften
- Die Herrenmannschaft stieg 2018 in die 2. Bundesliga der Deutschen Golfliga auf.
- Die Damenmannschaft stieg 2018 in die 2. Bundesliga der Deutschen Golfliga auf.
- Die gemischte Damen/Herrenmannschaft gewann 2018 die GVNB-Mannschaftsmeisterschaft
- Die Teams Mädchen AK16, Jungs AK14 und Jungs AK16 gewannen 2017 jeweils die Landesmeisterschaften. Die Jungenmannschaft AK14 gewann bei der Deutschen Meisterschaft 2017 die Bronzemedaille.
- Die Jungenmannschaft der Altersklasse bis 18 Jahren wurde 2013 GVNB-Landesmeister.

## Überregionale Meisterschaften
Der Golfclub Hannover war Austragungsort mehrerer überregionaler Meisterschaften, darunter
- 1963: Nationale Deutsche Meisterschaft;[1]
- 1983: Internationale Deutsche Meisterschaft:[1]
- 1991: Nationale Deutsche Meisterschaft.[1]
- 2013: Nationale Deutsche Meisterschaften der Mädchen in den Altersklassen 14/16/18.[1]
- 2014: Einzelmeisterschaften des Golf Verbandes Niedersachsen Bremen der Herren und Damen sowie der Jungen und Mädchen.[1]

## Naturschutz
Die Verwaltung, Pflege und Düngung des Golfclubs wird möglichst umweltverträglich vorgenommen. Auf und rund um die Anlage leben diverse Pflanzen- und Tierarten. Im März 2016 erhielt der Golfclub für das Umweltkonzept die Bronze-Plakette „Golf&Natur“ des Deutschen Golfverbandes. 2018 wurde dem Club für seine Naturschutz-Aktivitäten die Plakette in Silber erteilt. Seit 2020 darf der Golfclub die Auszeichnung in Gold tragen.

## Schriften und Veröffentlichungen
- 1951 Golfzeitung
- Golfclub, Vierteljahresschrift des Golf-Club Hannover e.V. im DGV und Golfverband Niedersachsen-Bremen e.V, Ausgaben 1/1972; 2/1972 – 7/1978; Nebentitel teilweise Golfclub-Magazin, erschien, vierteljährlich Langenhagen: Kopp Public, autorisierte ISSN 0724-8636
- 1998 75-Jahre GCH
- 2013 90-Jahre GCH-Festzeitschrift
- 2023 100-Jahre GCH-Podcast in 12 Ausgaben